# Coppa del mondo di arrampicata 1998
La Coppa del mondo di arrampicata 1998 si è disputata dal 4 settembre al 14 novembre, nelle due specialità lead e speed, quest'ultima presente per la prima volta e svoltasi in una sola tappa.

## Classifica maschile

### Lead
| Pos.                                                                        | Atleta               | ITA      | ITA      | SLO     | Punti       |
| --------------------------------------------------------------------------- | -------------------- | -------- | -------- | ------- | ----------- |
| 1                                                                           | Yuji Hirayama        | 2        | 1        | 1       | 280         |
| 2                                                                           | Cristian Brenna      | 1        | 4        | 8       | 195         |
| 3                                                                           | Yevgen Kryvosheytsev | 6        | 2        | 18      | 143         |
| 4                                                                           | Simon Wandeler       | 17       | 5        | 3       | 134         |
| 5                                                                           | François Legrand     | 7        | 34       | 2       | 123         |
| 6                                                                           | François Petit       | 4        | 15       | 9       | 114         |
| 7                                                                           | Luca Zardini         | 3        | 15       | 33      | 87          |
| 8                                                                           | Salavat Rakhmetov    | 5        | 10       |         | 85          |
| 9                                                                           | Paul Dewilde         | 7        | 25       | 10      | 83          |
| 10                                                                          | Arnaud Petit         | 37       | 3        | 19      | 79          |
| \| Legenda \| 1º posto \| 2º posto \| 3º posto \| A punti \| Senza punti \| |                      |          |          |         |             |
| Legenda                                                                     | 1º posto             | 2º posto | 3º posto | A punti | Senza punti |

### Speed
| 1                                                                           | Andrey Vedenmeer     | 1        | 100      |         |             |
| 2                                                                           | Vladimir Netsvetaev  | 2        | 80       |         |             |
| 3                                                                           | Alexei Kozlov        | 3        | 65       |         |             |
| 4                                                                           | Vladimir Zakharov    | 4        | 55       |         |             |
| 5                                                                           | Yevgen Kryvosheytsev | 5        | 51       |         |             |
| 6                                                                           | Alexandr Paukaev     | 6        | 47       |         |             |
| 7                                                                           | Andrei Krivonos      | 7        | 43       |         |             |
| 8                                                                           | Vladislav Baranov    | 8        | 40       |         |             |
| 9                                                                           | Lukasz Müller        | 9        | 37       |         |             |
| 10                                                                          | Tim Bartzik          | 10       | 34       |         |             |
| \| Legenda \| 1º posto \| 2º posto \| 3º posto \| A punti \| Senza punti \| |                      |          |          |         |             |
| Legenda                                                                     | 1º posto             | 2º posto | 3º posto | A punti | Senza punti |

## Classifica femminile

### Lead
| Pos.                                                                        | Atleta                     | ITA      | ITA      | SLO     | Punti       |
| --------------------------------------------------------------------------- | -------------------------- | -------- | -------- | ------- | ----------- |
| 1                                                                           | Liv Sansoz                 | 1        | 2        | 1       | 280         |
| 2                                                                           | Muriel Sarkany             | 2        | 1        | 2       | 260         |
| 3                                                                           | Stéphanie Bodet            | 8        | 4        | 3       | 160         |
| 4                                                                           | Cecile Avezou              | 7        | 8        | 6       | 130         |
| 5                                                                           | Luisa Iovane               | 5        | 10       | 13      | 111         |
| 6                                                                           | Venera Chereshneva         | 4        | 9        | 21      | 102         |
| 7                                                                           | Margaux Hilly              | 9        | 12       | 10      | 99          |
| 8                                                                           | Josune Bereciartu Urruzola |          | 7        | 5       | 94          |
| 8                                                                           | Marietta Uhden             |          | 5        | 7       | 94          |
| 10                                                                          | Martina Cufar              | 5        | 23       | 12      | 87          |
| \| Legenda \| 1º posto \| 2º posto \| 3º posto \| A punti \| Senza punti \| |                            |          |          |         |             |
| Legenda                                                                     | 1º posto                   | 2º posto | 3º posto | A punti | Senza punti |

### Speed
| 1                                                                           | Olga Zakharova        | 1        | 100      |         |             |
| 2                                                                           | Alena Ostapenko       | 2        | 80       |         |             |
| 3                                                                           | Nataliya Perlova      | 3        | 65       |         |             |
| 4                                                                           | Renata Piszczek       | 4        | 55       |         |             |
| 5                                                                           | Irina Zaytseva        | 5        | 51       |         |             |
| 6                                                                           | Mayya Piratinskaya    | 6        | 47       |         |             |
| 7                                                                           | Zosia Podgorbounskikh | 7        | 43       |         |             |
| 8                                                                           | Marharyta Usatiuk     | 8        | 40       |         |             |
| 9                                                                           | Paola Sabbion         | 9        | 37       |         |             |
| Pos.                                                                        | Atleta                | ITA      | Punti    |         |             |
| \| Legenda \| 1º posto \| 2º posto \| 3º posto \| A punti \| Senza punti \| |                       |          |          |         |             |
| Legenda                                                                     | 1º posto              | 2º posto | 3º posto | A punti | Senza punti |